# Karol II d’Alençon
Karol II d’Alençon, zwany Wielkodusznym lub  Wspaniałomyślnym (fr. le Magnanime; ur. 1297, zm. 26 sierpnia 1346) – hrabia Alençon i hrabia Perche (1325–1346), a także hrabia Chartres i hrabia Joigny (1335–1336) jako mąż Joanny z Joigny.

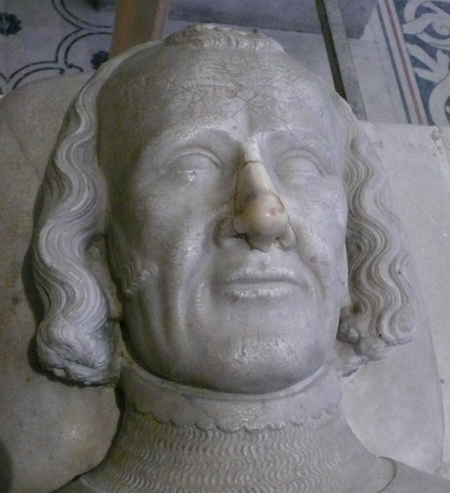
Wizerunek nagrobny Karola II

## Życie
Karol był drugim synem Karola de Valois i jego pierwszej żony Małgorzaty, hrabiny Anjou  i bratem Filipa VI, króla Francji. W kwietniu 1314 poślubił Joannę z Joigny , która w 1335 została następczynią swojego ojca Jana II jako hrabina Joigny, ale zmarła 2 września 1336. Nie mieli dzieci. Karol zadebiutował w Guyenne pod rozkazami ojca i wykazał się wielką odwagą podczas pierwszego oblężenia.
Po śmierci ojca 16 grudnia 1325 r. Karol otrzymał hrabstwo Alençon, ziemie Champrond, Châteauneuf-en-Thymerais i Senonches, a także las Perche, zgodnie z umową zawartą przez jego ojca.
Jego brat Filip został królem Francji w 1328 roku, ale Edward III z Anglii zażądał korony i odmówił złożenia hołdu. Filip mianował Karola głównodowodzącym wojskami królestwa i wysłał go, by stłumił bunt w Saintes, wywołany przez Anglików . Karol zdobył Saintes i kilka innych twierdz.

## Zaręczyny, małżeństwa i problemy
Zgodnie z umową z lipca 1308, podpisaną w Serbii między jego ojcem a królem Serbii, Karol II był początkowo zaręczony z córką króla, księżniczką serbską Zoricą, ale ponieważ jej ojciec sabotował misję legatów papieskich wysłanych do Serbii, Karol de Valois wycofał się z tego.
W kwietniu 1314 ożenił się najpierw z Joanną, hrabiną Joigny (zm. 1336), córką Jana II, hrabiego Joigny (ur. 1277) i jego żony Agnès de Brienne (1285). Nie mieli dzieci.
W grudniu 1336, po śmierci pierwszej żony, ożenił się z drugą Marią de La Cerda y Lara (1310 – 19 listopada 1379, Paryż), córką Fernando de la Cerda, lorda Lary . Z tego związku urodziły im się dzieci:
1. Karol III, hrabia Alençon (1337 – 5 lipca 1375, Lyon), mianowany arcybiskupem Lyonu w 1365 roku[5] .
2. Filip z Alençon (1338–1397, Rzym), biskup Beauvais w 1356[5] , później kardynał, arcybiskup Rouen, łaciński patriarcha Jerozolimy, patriarcha Akwilei oraz biskup Ostii i Sabiny.
3. Piotr II, hrabia Alençon (1340 – 20 września 1404)[2] , poślubił Marie Chamaillart, wicehrabinę Beaumont-au-Maine.
4. Izabela z Alençon (1342 – 3 września 1379, Poissy)[5] , została zakonnicą.
5. Robert z Alençon, hrabia Perche (1344–1377)[5] , poślubił 5 kwietnia 1374 Joannę z Rohanu[2] , córkę Jana I, wicehrabiego Rohanu.

## Śmierć
Charles przystąpił do wojny o sukcesję bretońską w 1340 roku, a następnie zginął w bitwie pod Crécy . Podobnie jak jego ojciec, został pochowany w zburzonym już kościele Couvent des Jacobins w Paryżu; jego wizerunek znajduje się obecnie w Bazylice św. Denisa.

## Herby

Herb hrabiów i książąt Alençon z rodu Valois
Herb hrabiów Perche